# Homer (Michigan)
Pour les articles homonymes, voir Homer.
Homer est un village du comté de Calhoun, dans l'État du Michigan, aux États-Unis. En 2020, il comptait une population de 1 575 habitants.